# حارة الفرزة (صنعاء)

تعديل مصدري - تعديل

الفرزة هي إحدى حارات حي سدس احداق بمدينة الروضة شمال العاصمة اليمنية "صنعاء"، بلغ تعداد سكانها 32 نسمة حسب تعداد اليمن لعام 2004.